# Podivuhodný kouzelník
Podivuhodný kouzelník je báseň Vítězslava Nezvala, klíčové dílo českého poetismu. Nezval ji uvedl ve sborníku Devětsil (1922), poté ji do své druhy knihy básní Pantomimy (1924) a poté do všech vydání Básní noci. Básník se k textům často vracel a za dalších třicet let vydávání provedl mnoho změn a úprav, některé verše s postupem doby vynechával. Zachoval se i rukopis Podivuhodného kouzelníka, třebaže ne úplný. Zvláštní je, že rukopis se neshoduje s žádnou z vydaných forem. Rukopis měl totiž zajímavý osud: Nezval ho založil, dlouho o něm nevěděl a pro tiskárnu musel už při prvním otisku celou skladbu napsat zpaměti znovu. Rukopis se našel až za doby protektorátu a až na sklonku života Nezval zvažoval použít pro nové knižní vydání původní nápady, které nebyly nikde otisknuty.
Označení „podivuhodný kouzelník“ se někdy používá i pro samotného Nezvala. Antonín Brousek jej také ironicky použil pro titul knihy Podivuhodní kouzelníci (Rozmluvy, 1987), což je antologie české „oficiální“ poesie doby stalinismu, z velké části básní z pozdního tvůrčího období Vítězslava Nezvala. Báseň Podivuhodný kouzelník ale vznikla mnohem dříve a komunistické ideály ještě neobsahuje.

## Obsah
Hlavní postavou básně je tajuplný kouzelník, který sedm let bloudí světem a zažívá mnoho věcí: pracuje, zamýšlí se nad otázkou života a smrti, ale i budoucnosti Evropy. Po sedmi letech přihlíží jako pouliční kamelot revoluci, po níž se nadobro změní dosavadní svět. Kouzelník přichází především proto, aby naučil lidi radovat se ze života.
Z básnických prvků je velmi příznačný anaforický verš, tedy opakování stejného slova na začátku několika veršů, a asonance, zvuková shoda samohlásek v koncových slabikách verše, přičemž souhlásky se mění: hora-bosa. 
Celou skladbou prochází magické číslo sedm: kniha se dělí na sedm zpěvů, šestý zpěv je doplněn o sedm rozvíjejících básní, kouzelník prochází sedmi metamorfózami.